# Landini-cadens

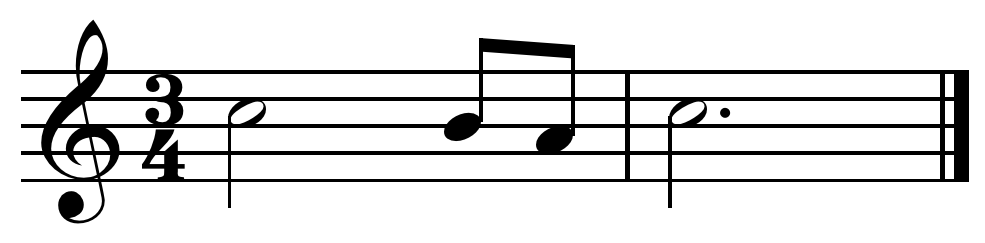
In een landini-cadans wordt de beweging van de leidtoon naar de tonica onderbroken door de submediant.

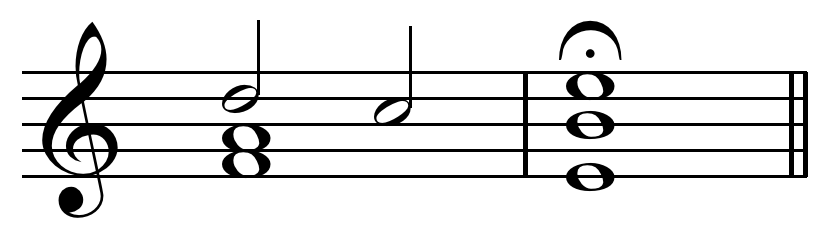
Driestemmige landini-cadans op E)

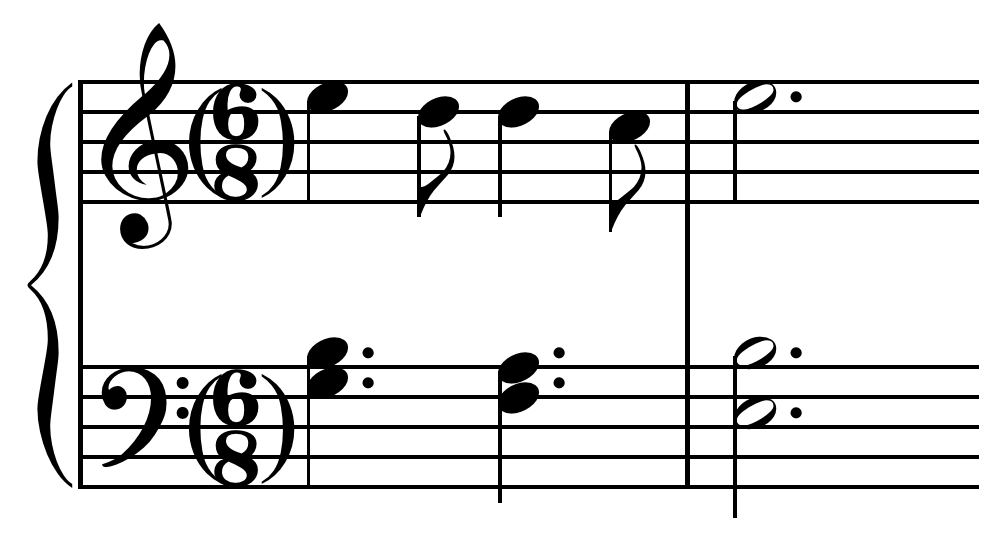
Landini-cadans op E, gekenmerkt door tegengestelde beweging in de buitenste stemmen en karakteristiek melodisch patroon in de hoogste stem.

Een landini-cadans (landini-sext of landini-sext cadans), of onder-terts cadans, is een soort cadans. De techniek is genoemd naar Francesco Landini (1325-1397), die deze veel gebruikte. De techniek werd op grote schaal gebruikt in de 14e en het begin van de 15e eeuw.
In een typische middeleeuwse cadans wordt een grote sext uitgebreid tot een octaaf, door elke noot één stap naar buiten te laten bewegen. In Landini's versie vernauwt een ontsnappingstoon (Engels: escape tone) in de bovenstem het interval kort tot een reine kwint vóór het octaaf. Er kan ook een innerlijke stem zijn; in het voorbeeld zou de innerlijke stem van F ♯ naar G bewegen, in hetzelfde ritme als de lagere stem.
Landini was niet de eerste die de cadans gebruikte (Gherardello da Firenze lijkt de eerste te zijn wiens werken bewaard zijn gebleven), en hij was ook niet de laatste. De cadans was nog steeds in gebruik tot ver in de 15e eeuw en kwam vooral vaak voor in de liederen van Gilles Binchois en in de muziek van Johannes Wreede. Landini lijkt echter de eerste te zijn geweest die het consequent gebruikte. De term werd eind 19e eeuw bedacht door de Duitse schrijver AG Ritter (1884) in zijn Zur Geschichte des Orgelspiels.